# Ольшанский, Андрей Николаевич
Андре́й Никола́евич Ольша́нский (19 февраля 1904, Санкт-Петербург — 1 октября 1969) — советский драматург и сценарист, член Союза писателей СССР.

## Биография
Родился в феврале 1904 года в Петербурге. В 1924 году окончил Институт экранного искусства в Ленинграде.
С 1936 года начал заниматься литературной деятельностью, автор ряда пьес и киносценариев. Пьеса «Яблонька» в 1960-е годы признавалась одной из самых репертуарных одноактных пьес.

…в ней живут настоящие люди, целинники, живут сложной, интересной жизнью. Конфликты в пьесе не бумажные, а жизненные. Идея вечная — к подлости нельзя привыкать, с ней нужно бороться, бороться во имя светлого, честного, хорошего. Однако, при всех достоинствах, пьеса Ольшанского несколько камерна, чувствуется анемичность в обрисовке некоторых действующих лиц.
— Из рецензии на спектакль краевого драматического театра, «Целинный край» 1964
Известен также как автор сценариев для художественной самодеятельности. Член Союза писателей СССР с 1956 года.
Скончался 1 октября 1969 года.

## Пьесы
- 1939—1944 — Благодетели
- 1939—1944 — Наварил пива
- 1939—1944 — Один голос
- 1939—1944 — У лисьей норы
- 1942—1943 — Испытание
- 1949 — Весна в Сакене
- 1950 — Ясный путь
- 1951—1953 — Свежий ветер
- 1952 — Две рыбачки
- 1952 — Нас не поставят на колени / Папаша Матье
- 1954 — Встреча
- 1954 — Зелёный шум
- 1955 — Яблонька
- 1956—1957 — Метель
- 1959 — Паутина
- 1965—1966 — Если ты коммунист
- 1967—1968 — Пристань
- Бабка Ворониха и ангел
- Браконьеры
- Гибель Алмазова
- Ивановы
- Прерванное путешествие
- Пятнадцать минут
- Чёрное облако

## Сценарии
- 1940 — На путях, по рассказу М. Ефетова «Я диспетчер»
- 1941—1942 — Неуловимый Ян
- 1942 — Испытание
- 1943 — Город славы (совм. с К. Паустовским)
- 1943 — Ленинградская ночь (совм. с К. Паустовским)
- 1943 — Мой дом
- 1943 — Медали 4-х городов (совм. с К. Паустовским)
- 1943 — Томик Пушкина (совм. с К. Паустовским)
- 1949 — Глина и фарфор, по пьесе А. Григулиса
- 1959—1965 — Праздник-карнавал на льду (совм. с Г. Венециановым)[5]

## Фильмография
- 1940 — На путях (совм. с М. Ефетовым)[6]
- 1941 — Последняя очередь (совм. с Г. Кудрявцевым)[7]
- 1942 — Однажды ночью (новелла в боевом киносборнике «Наши девушки», на экраны не вышел)[8]